# Адольф Вагнер (економіст)
Адольф Вагнер (нім. Adolph Wagner; 25 березня 1835, Ерланген, Німеччина — 8 листопада 1917, Берлін) — німецький економіст, який у 1892 р. сформулював закон про постійне зростання державних витрат, названий в його честь Законом Вагнера.

## Біографія
Народився А. Вагнер 25 березня 1835 року у місті Ерлангені, Німеччина. Його батько був університетським професором, фізіологом та лікарем — Рудольф Вагнер, брат — географ та картограф Герман Вагнера.
Після закінчення школи, Адольф вивчав економіку та в 1857 році захистив докторську дисертацію в Геттінгенському університеті. Після цього, з 1858 по 1863 рік, викладав у Вищій комерційній школі (нім. Handelsakademie Wien) у Відні. Через розбіжності з фінансових питань з Лоренцем фон Штайном був змушений покинути школу.
Згодом їде викладати в Гамбург, де у 1865 році очолює кафедри етнографії, географії та статистики в Дерптському університеті (зараз місто Тарту, Естонія). У Дерптському університеті Адольф Вагнер стає послідовником політики Отто фон Бісмарка, що говорить про об'єднання Німеччини на чолі з Прусією. З 1869 року А.Вагнер очолював кафедру Камеральних наук Фрайбурзького університету в герцогстві Баден, а з 1870 — кафедру суспільних наук у Берлінському університеті — одному з найкращих вищих навчальних закладів того часу.
Саме в Берліні Адольф Вагнер досягнув найбільших успіхів, проявивши себе, він став одним із найбільш значущих економістів свого часу. Аж до Першої світової війни пропозиції і проєкти Вагнера з проблем грошово-кредитної політиці в Німеччині були основними орієнтирами для центральної банківської системи та фінансової практики.
Його колишній студент Вернер Зомбарт став його наступником на кафедрі економіки в Берлінському університеті. Також, Вагнер був одним з перших членів консервативної Християнсько-соціальної партії, заснованої в 1878 році Адольфом Штеккером.
Адольф Вагнер розробив основні положення доктрини соціального страхування, на базі яких були прийняті закони про формування інститутів обов'язкового соціального страхування в Німеччині в 1882—1890 роках. Вагнер обґрунтував необхідність законодавчого встановлення майнової відповідальності роботодавців за шкоду, заподіяну життю і здоров'ю робітників.
Адольф Вагнер вважається одним з найвидатніших економістів епохи Бісмарка. Крім того, він є (разом з Густавом фон Шмоллером) одним з найяскравіших представників школи державного соціалізму, яка об'єднує постулати економічної науки та соціальної політики.

## Характер
У Вагнера був дуже різкий характер. Він не ставився до образ легковажно і ніколи не говорив дипломатично. У нього були проблеми з Густафом фон Штоллером, і він був ворогом Лухо Брентано, хоч вони були його найближчими колегами. За сучасною оцінкою, ймовірно, буде справедливо сказати, що Вагнер був марнославною, жорстокою та суворою людиною, яка не йшла на компроміс. У 1890-х роках Вагнер настільки розсердив індустріально-консервативного члена рейхстагу, захищаючи вплив катедерсоціалістів в університеті, що депутат викликав його на дуель.

## Закон Вагнера
Гіпотеза, згідно з якою промисловий розвиток супроводжується зростанням частки державних витрат у валовому національному продукті. Головними причинами такого зростання Вагнер вважав:
1. збільшення витрат на державне управління, забезпечення законності й порядку, а також на регулювання економічної діяльності у процесі розвитку суспільства;
2. еластичність попиту на культурну та благодійну діяльність держави по доходу більше одиниці (перевищення такого попиту щодо зростання доходів);
3. економічний розвиток супроводжується зростанням промислових монополій, що потребує посиленого державного контролю.

Закон Вагнера значною мірою підтверджується практикою капіталістичної реальності. Однак його причини оскаржуються такими аргументами: а) це не закон, а низка тверджень; б) його доказ не базується на суворій теорії людської поведінки чи поведінки уряду. З точки зору теорії та методології, закон Вагнера слід розглядати як найважливішу частину закону капіталістичної економічної націоналізації, він забезпечує кращий аргумент щодо причинності та інших аспектів основних відносин

## Твори
- Вагнер А. Русские бумажные деньги [Архівовано 12 квітня 2021 у Wayback Machine.]/перевод Н.Бунге. — Киев: Университетская типография, 1871—392с. (Die russische Papierwährung — Riga: Kymmel, 1868).
- Wagner A. Die Gesetzmässigkeit in den scheinbar willkührlichen menschlichen Handlungen vom Standpunkte der Statistik. — Hamburg: Boyes & Geisler, 1864.
- Wagner A. Beiträge zur Finanzstatistik des Schulwesens in den Städten des Ostseegouvernements Livland, Kurland und Esthland. — Dorpat: Als Manuscript gedruckt. / Druck von C. Matthiesen, 1866
- Wagner A. Die auswärtige Politik Rußlands und ihre Bedeutung für Preußen// Preußische Jahrbücher, vol. 18, no. 6 (December), 1866 — pp. 657–692.
- Wagner A. Statistik //Deutsches Staats-Wörterbuch', vol. 10. Leipzig: Expedition des Staats-Wörterbuchs, pp. 400–481, 1867
- Wagner A. Die Abschaffung des privaten Grundeigenthums — Leipzig: Duncker & Humblot, 1870.
- Wagner A. Lehrbuch der politischen Oekonomie. Bd. I. Allgemeine oder theoretische Volkswirthschaftslehre. — Th. I. Grundlegung. 2. Ausg., — Leipzig und Heidelberg, 1879.
- Wagner A. [Архівовано 12 квітня 2021 у Wayback Machine.] A. Marshall's principles of economics // Quarterly Journal of Economics. Vol. 5, 1891, P. 319—338.
- Wagner A. Grundlegung der politischen Ökonomie. Part 1, vol. 1. 3rd edn. — Leipzig: Winter, 1892.
- Wagner A. Die akademische Nationalökonomie und der Socialismus — Berlin: Julius Becker, 1895.
- Wagner A. Allgemeine und theoretische Volkswirtschaftslehre oder Sozialökonomik. (Theoretische National-Oekonomie.)- Berlin: 'Als Manuskript gedruckt, 1900.
- Wagner A. Agrar- und Industriestaat. Die Kehrseite des Industriestaats und die Rechtfertigung agrarischen Zollschutzes mit besonderer Rücksicht auf die Bevölkerungsfrage. — 2nd edn. Jena: Fischer, 1902.
- Wagner A. Die finanzielle Mitbeteiligung der Gemeinden an kulturellen Staatseinrichtungen und die Entwickelung der Gemeindeeinnahmen — Jena: Fischer, 1904.
- Wagner A. Staatsbürgerliche Bildung — Berlin: Verlag «Bodenreform», 1916.
- Wagner A. Finanzwissenschaft und Staatssozialismus // August Skalweit, ed. Frankfurt/Main: Klostermann, 1948.
- Wagner A. Speech on the Social Question // Donald O. Wagner, ed. /Social Reformers. Adam Smith to John Dewey. — New York: Macmillan, 1939 — pp. 489–506.
- Wagner A. Three Extracts on Public Finance (Nature of the Fiscal Economy) [Архівовано 11 квітня 2021 у Wayback Machine.]//Classics in The Theory of Public Finance. / eds. by Musgrave R.A. and Peacock A.R. — London: Macmillan, 1958. — P. 1-15.
- Wagner A. Briefe — Dokumente — Augenzeugenberichte, 1851—1917//Heinrich Rubner, ed. — Berlin: Duncker & Humblot, 1978.